# 朝覲

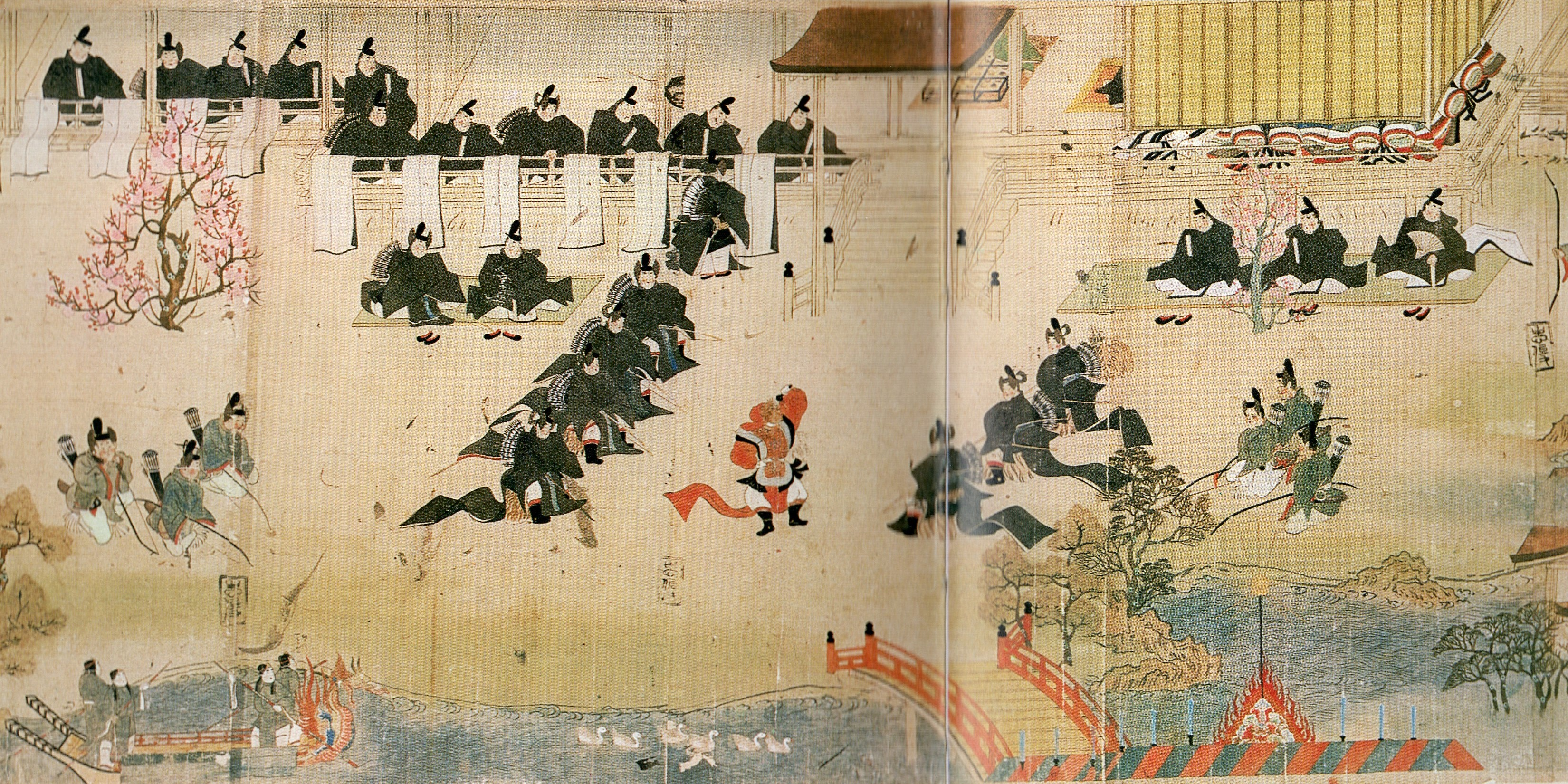
『年中行事絵巻』より朝覲行幸。応保3年（1163年）に父・後白河上皇の法住寺殿を訪れた二条天皇を描くとみられる。

朝覲（ちょうきん）とは、天皇が父母もしくはそれに準じる太上天皇・女院に拝礼すること。対象者が天皇の御所の外に別個に御所を設けて居住している場合には、天皇の行幸を伴うことになり、こうした朝覲を目的とした行幸を特に朝覲行幸（ちょうきんぎょうこう）という。

## 概要
朝覲行幸には正月の2日から4日の間の吉日（適切な日がなければそれに近い吉日）に行われる歳首の礼、践祚・即位・元服の直後に行われるもの、対象者の病気見舞などを目的とした臨時のものなどがある。朝覲は本来において公的な存在である太上天皇と天皇との間に父子関係という私的要素を儒教の孝観念と絡めて導入したという点で注目されている。
中国においては、諸侯が天子に謁見する行事（『周礼』春官太宗伯）を指したが、日本では大同4年8月30日（809年10月12日）に嵯峨天皇が兄である平城上皇に拝覲したのが最初とされる（『類聚国史』巻28）。
朝覲行幸の形態が整うのは仁明天皇の時代で、天皇が即位した天長10年（833年）に父母（嵯峨上皇・橘嘉智子）への朝覲行幸を行い、翌年の正月2日に初めて歳首の朝覲行幸が行われている。その後は天皇の父母もしくは祖父の在世中に限定され、必ずしも毎年行われるものでもなかったが、院政期には治天の君に対する孝行の意思表明と敬意を払うための行事としてしばしば行われ、歳首の朝覲行幸は年始の主要行事の1つとなった。
ただし、摂関政治期には父院を欠くために母院に対してのみ朝覲をするケースが多く、反対に院政期初期にあたる堀河・鳥羽天皇は即位前に母后を失っていたため、一条天皇から崇徳天皇までの約140年近くにわたって両院揃っての朝覲は行えなかった。
ただし、院政期以降の母院に対する拝舞の儀礼は天皇即位後の最初の朝覲に限られ、それも母院の出自が院近臣層など出自が低い場合には准后もしくは准三宮の宣下を受ける以前の場合には拝を受けることを辞退したり、御座を下りて屏風を隔てて直視しないなどの遠慮が行われた。これは朝覲行幸が天皇の父母に対するものとされながら、実質は（天皇家の家長である）治天の君を主たる対象にしていたことを示していると考えられる。そして、治天の君である父院が亡くなって母院のみになると、一転してこれまで拝舞の対象とされていなかった母院が家長に代わると見なされて拝舞の対象とされている。
朝覲行幸においては対象者の御所に近づくと、警蹕を停止させ、天皇は御所の中門の外側で乗輿から降りて徒歩で御所に入るなど、天皇は一貫して下位の立場を通した。